# NHL (1923/1924)
Sezon NHL 1923-1924 był siódmym sezonem ligi National Hockey League. 4 drużyny rozegrały po 24 mecze. Mistrzostwo NHL czyli Prince of Wales Trophy zdobyła drużyna Montreal Canadiens, a Puchar Stanleya zdobyła również drużyna Montreal Canadiens.

## Sezon zasadniczy
M = Mecze, W = Wygrane, P = Przegrane, R = Remisy, PKT = Punkty, GZ = Gole Zdobyte, GS = Gole Stracone, KwM = Kary w minutach
| Drużyna              | M  | W  | P  | R | PKT | GZ | GS | KwM |
| -------------------- | -- | -- | -- | - | --- | -- | -- | --- |
| Ottawa Senators      | 24 | 16 | 8  | 0 | 32  | 74 | 54 | 154 |
| Montreal Canadiens   | 24 | 13 | 11 | 0 | 26  | 59 | 48 | 144 |
| Toronto St. Patricks | 24 | 10 | 14 | 0 | 20  | 59 | 85 | 178 |
| Hamilton Tigers      | 24 | 9  | 15 | 0 | 18  | 63 | 68 | 83  |

### Najlepsi strzelcy
| Zawodnik       | Drużyna              | Mecze | Bramki | Asysty | Punkty |
| -------------- | -------------------- | ----- | ------ | ------ | ------ |
| Cy Denneny     | Ottawa Senators      | 21    | 22     | 2      | 24     |
| Billy Boucher  | Montreal Canadiens   | 23    | 16     | 6      | 22     |
| Aurel Joliat   | Montreal Canadiens   | 24    | 15     | 5      | 20     |
| Babe Dye       | Toronto St. Patricks | 19    | 17     | 2      | 19     |
| George Boucher | Ottawa Senators      | 21    | 14     | 5      | 19     |
| Billy Burch    | Hamilton Tigers      | 24    | 16     | 2      | 18     |
| Jack Adams     | Toronto St. Patricks | 22    | 13     | 3      | 16     |
| Howie Morenz   | Montreal Canadiens   | 24    | 13     | 3      | 16     |
| King Clancy    | Ottawa Senators      | 24    | 8      | 8      | 16     |
| Reg Noble      | Toronto St. Patricks | 23    | 12     | 3      | 14     |

## Playoffs

### Prince of Wales Trophy
Montreal Canadiens vs. Ottawa Senators
| Data     | Drużyna            | Bramki | Drużyna         | Bramki |
| -------- | ------------------ | ------ | --------------- | ------ |
| Marca 8  | Montreal Canadiens | 1      | Ottawa Senators | 0      |
| Marca 11 | Montreal Canadiens | 4      | Ottawa Senators | 2      |

Montreal wygrał bramkami 5-2 i zdobył Prince of Wales Trophy

### Finał Pucharu Stanleya
Vancouver Maroons vs. Montreal Canadiens
| Data     | Wyjazd            | Bramki | Dom                | Bramki |
| -------- | ----------------- | ------ | ------------------ | ------ |
| Marca 18 | Vancouver Maroons | 2      | Montreal Canadiens | 3      |
| Marca 20 | Vancouver Maroons | 1      | Montreal Canadiens | 2      |

Montreal wygrał 2-0
Calgary Tigers vs. Montreal Canadiens
| Data     | Wyjazd         | Bramki | Dom                | Bramki | Dodatkowe                |
| -------- | -------------- | ------ | ------------------ | ------ | ------------------------ |
| Marca 22 | Calgary Tigers | 1      | Montreal Canadiens | 6      |                          |
| Marca 25 | Calgary Tigers | 0      | Montreal Canadiens | 3      | Mecz rozegrany w Ottawie |

Montreal wygrał 2-0 i zdobył Puchar Stanleya

## Nagrody
| Hart Memorial Trophy: | Frank Nighbor, Ottawa Senators |